# 于貝爾·德·紀梵希
于貝爾·雅姆·马塞尔·塔凡·德·紀梵希伯爵（法語：Count Hubert James Marcel Taffin de Givenchy，1927年2月20日—2018年3月10日），法國時尚設計師，曾就讀法國美術學院。最著名是創立與他同名的時尚品牌紀梵希（Givenchy），不過該品牌現時已由LVMH擁有。
他曾多次為好莱坞著名女星奥黛丽·赫本設計她戲裏及戲外的衣服。其中最為著名的設計是赫本在電影《第凡內早餐》中的黑色禮服。
紀梵希的多年合作夥伴Philippe Venet于2018年3月12日表示，這位法國知名服裝設計師，3月10日於睡夢中辭世，享耆壽91歲。